# Sadove, Monastîrîska
Sadove (în ucraineană Садове) este o comună în raionul Monastîrîska, regiunea Ternopil, Ucraina, formată numai din satul de reședință.

## Demografie
Componența lingvistică a comunei Sadove
     Ucraineană (100%)
Conform recensământului din 2001, toată populația comunei Sadove era vorbitoare de ucraineană (100%).